# شروین-ویلیامز
شرکت شروین-ویلیامز(به انگلیسی: Sherwin-Williams) یک شرکت آمریکایی‌ها فعال در زمینه رنگ، رزین‌های صنعتی و مصالح ساختمانی است که در سال ۱۸۶۶ میلادی توسط دو تاجر آمریکایی به نام‌های هنری شروین و ادوارد ویلیامز و در شهر کلیولند اوهایو در آمریکا تأسیس شد. این شرکت بر اساس رده‌بندی شرکت‌های بزرگ رنگ سازی جهان در سال ۲۰۱۳، مقام چهارم جهان -با فروش ۷٫۸۵۵ میلیارد دلار- را به خود اختصاص داد.